# SunTrust Plaza
Le SunTrust Plaza (appelé autrefois One Peachtree Center) est un gratte-ciel de bureaux situé à Atlanta (Géorgie, États-Unis).
C'est actuellement la seconde plus haute tour d'Atlanta, après la Bank of America Plaza.